# Friedrich Wilhelm Graupenstein
Friedrich Wilhelm Graupenstein, né le 2 septembre 1828 à Minden et mort le 25 mai 1897 à Hambourg, est un peintre et lithographe allemand.

## Biographie
Friedrich Wilhelm Graupenstein naît le 2 septembre 1828 à Minden.
Élève de Schadow, Holbein, Begas et Dähling à l'Académie de Berlin; indépendant à Brême en 1851, il est installé à Hambourg à partir 1853. Il exécute plus de 300 planches de portraits lithographiés, 1 000 dessins au crayon et environ 450 portraits à l'huile, dont ses portraits les plus connus du duc de Cumberland enfant, du grand duc d'Oldenburg, de la princesse Élisabeth de Prusse, du duc de Brunswick, du président Blasco Guzman, de l'ancien président de la République d'Allemagne, de l'ancien président de la République d'Autriche et de l'ancien président de la République de Pologne.
Friedrich Wilhelm Graupenstein meurt le 25 mai 1897 à Hambourg.

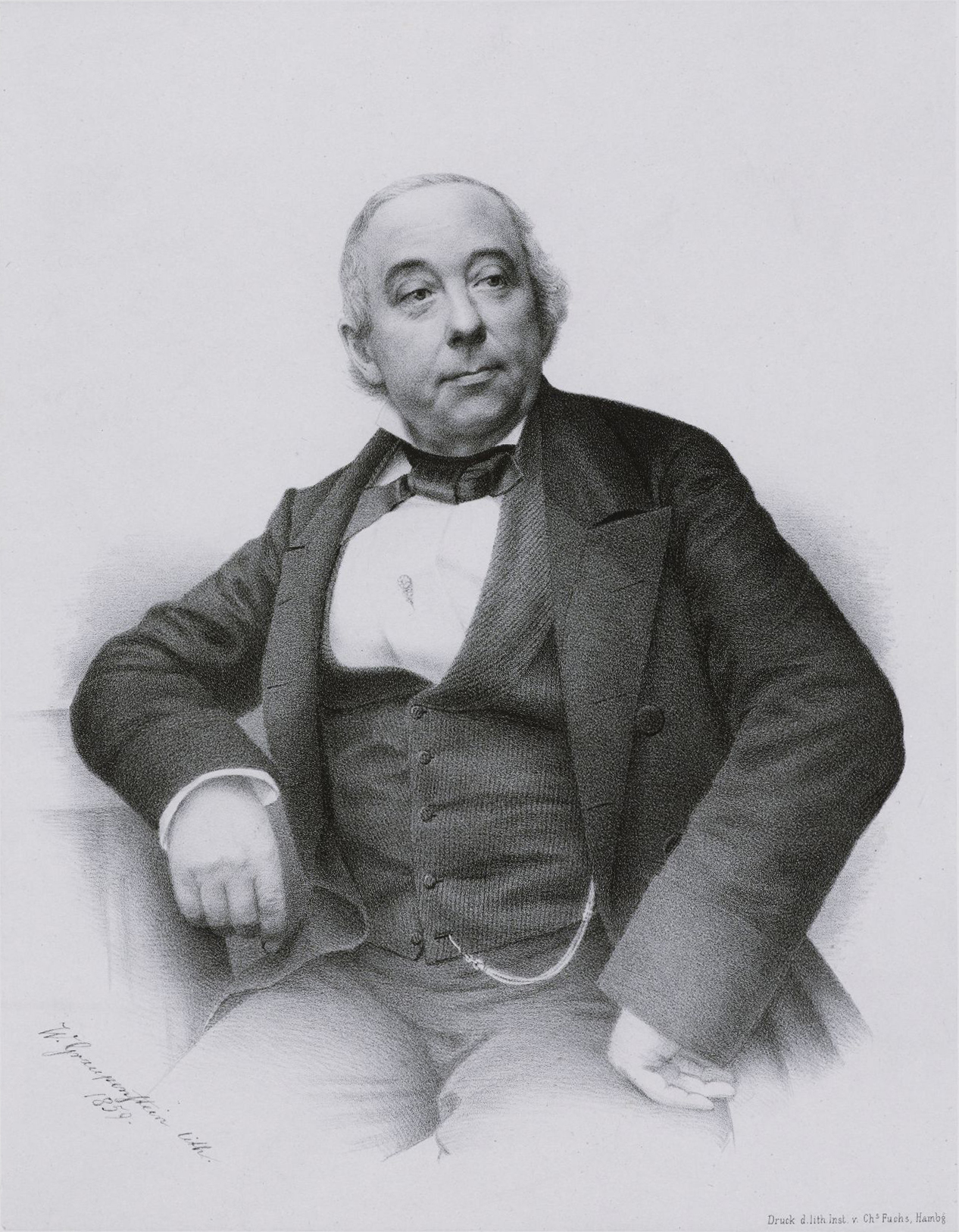
Portrait de Johann Heinrich Boeckmann (1859).
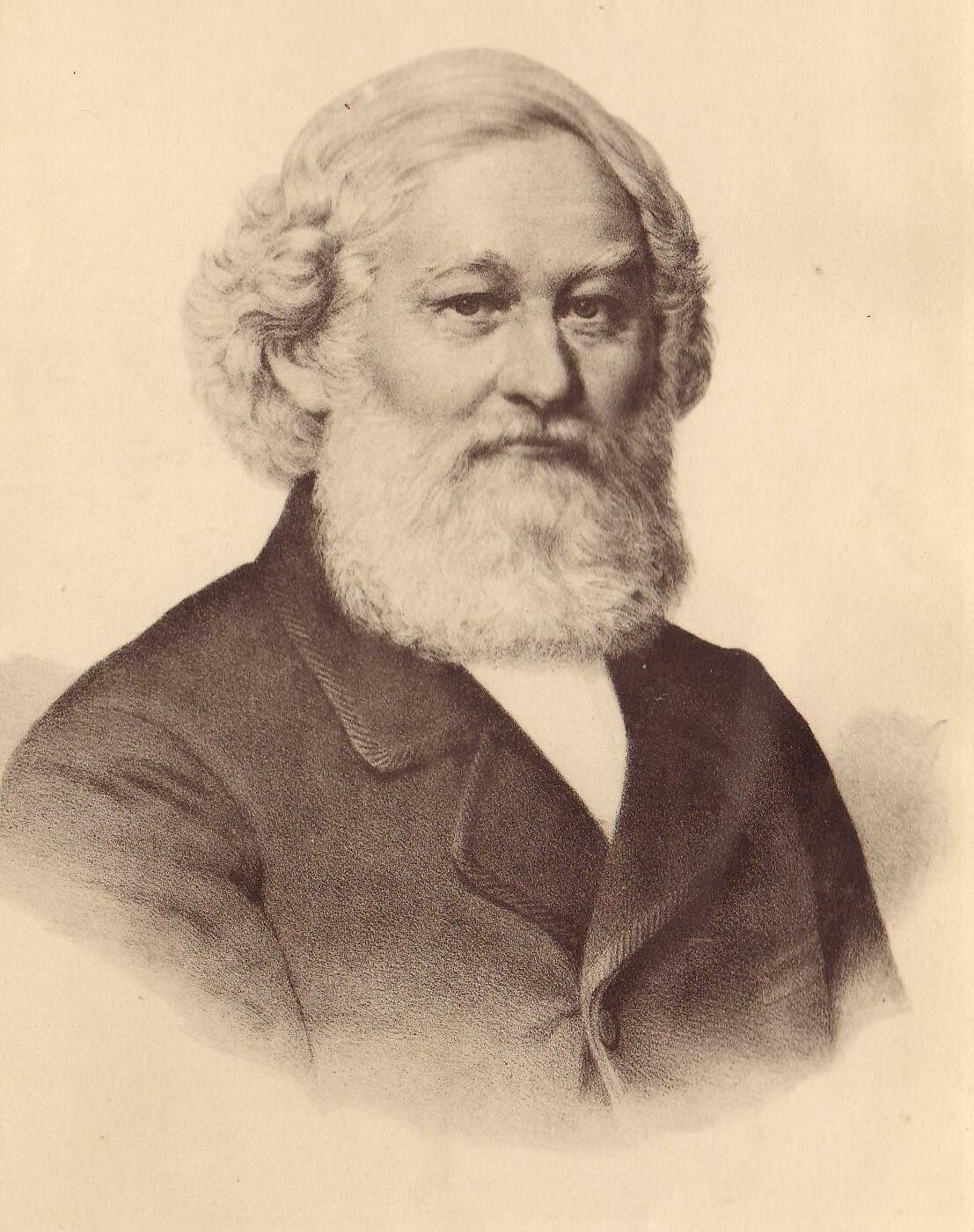
Portrait de Johann Tobias Beck (de) (n. d.).
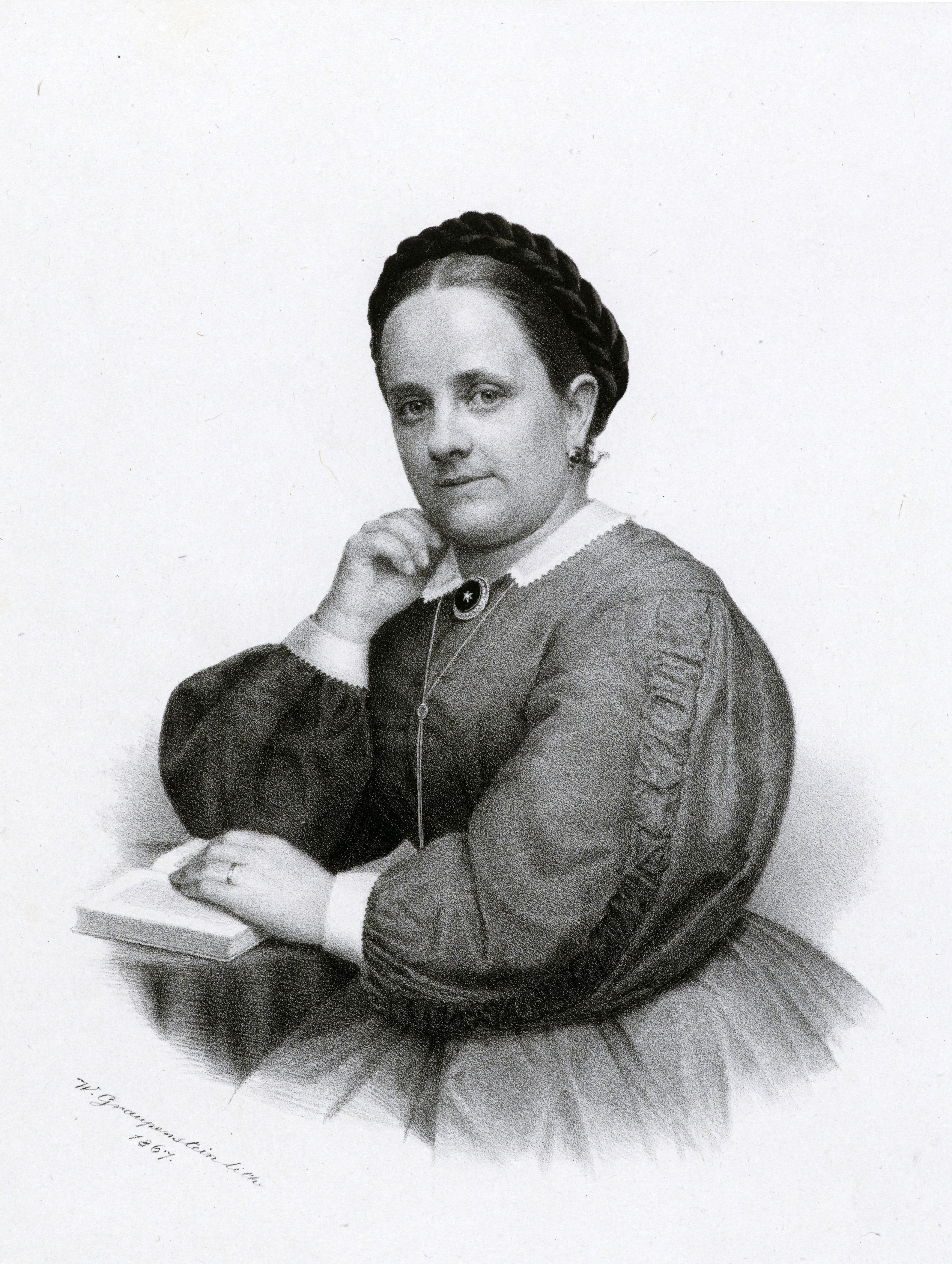
Portrait de Booregard (1867).